# Eleni Karaindrou
Eleni Karaindrou (in greco Ελένη Καραΐνδρου; Teichio, 25 novembre 1941) è una compositrice greca.

## Biografia
È nata a Teichio, un villaggio del Peloponneso, in Arcadia. La famiglia si trasferisce ad Atene quando lei ha 8 anni, e lì frequenta il conservatorio nazionale di Atene (Hellenikon Odion), laureandosi in pianoforte e seguendo anche corsi di storia e di archeologia all'università.
Nel 1967 inizia in Grecia la dittatura dei colonnelli, e Karaindrou emigra a Parigi, dove studia etnomusicologia e orchestrazione, improvvisa con musicisti jazz e comincia a comporre canzoni popolari.
Nel 1974 torna ad Atene, dove fonda un Laboratorio per strumentisti tradizionali e collabora con il dipartimento di etnomusicologia della radio. Nel 1976 scopre la ECM, sinonimo, in quegli anni, di grande ricerca e ricchezza creativa, e libertà dagli schemi musicali.

Questo incontro coincide per lei con un periodo di grande produttività musicale, e con l'ingresso nel campo della musica per il teatro e il cinema.
Karaindrou stessa dichiara che l'incontro con il cinema ha costituito per lei un nuovo inizio, nel quale si fa strada il suo personalissimo approccio con la musica, dove il rapporto con le immagini in movimento le consente uno spazio nuovo per esprimere sentimenti ed emozioni.
La sua prima colonna sonora è, nel 1979, per Periplanissis (Wandering), di Christoforos Christofis. Nel 1982 vince il Thessaloniki Film Festival e Theo Angelopoulos, presidente della giuria, le chiede di lavorare con lui. Collaborano infatti in tutti gli ultimi 6 film del regista greco, tra il 1984 e il 2004.
Al 2008, Eleni Karaindrou poteva vantare un bel palmarès di musiche per il teatro e per il cinema: 18 lungometraggi, 35 musiche per lavori teatrali e 11 per serie televisive e telefilm. Ha scritto colonne sonore anche per Chris Marker, Jules Dassin e Margarethe von Trotta.
Artista di straordinaria sensibilità, ha ricevuto nel 1992 il Premio Fellini di Europa cinema per la sua musica.

## Discografia
- 1975 - The Great Wake, cantato da Maria Farantouri
- 1983 - The Price Of Love
- 1984 - Viaggio a Citera, musica del film di Theo Angelopoulos
- 1986 - Il volo (O melissokomos), musica del film di Theo Angelopoulos
- 1988 - Live Recordings-Athene Concert
Paesaggio nella nebbia (Topio stin omichli), musica del film di Theo Angelopoulos
- 1990 - L'africana, musica del film di Margarethe von Trotta
- 1991 - Unreleased Recordings
Il passo sospeso della cicogna (Le Pas suspendu de la cigogne), musica del film di Theo Angelopoulos
- 1992 - Music For Films (con, tra gli altri, Jan Garbarek)
- 1995 - Lo sguardo di Ulisse (To vlemma tou Odyssea), musica del film di Theo Angelopoulos
- 1996 - Rosa - Wandering
- 1998 - L'eternità e un giorno (Mia eoniotita kai mia mera), musica del film di Theo Angelopoulos
- 2001 - Trojan Women (Le Troiane), musica per la tragedia di Euripide
- 2004 - Trilogy: The Weeping Meadow
- 2006 - Elegy of the Uprooting - Live
- 2008 - The 10 (Greek TV: "το 10") - Mikri Arktos/ECM
- 2009 - Dust of Time - ECM
- 2013 - Concert in Athens (live) - ECM
- 2014 - Medea - ECM
- 2014 - Music for the Small Screen - Original Recordings [1976-1989] - Mikri Arktos